# 諏訪頼久
諏訪 頼久（すわ よりひさ、寛永21年7月18日（1644年8月20日） - 享保元年9月10日（1716年10月24日））は、江戸時代前期の旗本。
信濃国諏訪藩2代藩主諏訪忠恒の三男。3代藩主諏訪忠晴の弟。母は吉田氏。正室は坂部広慶の娘、後妻は青木義継の娘。官位は従五位下、対馬守、壱岐守。通称は右衛門。養子を迎え、岡田善次の三男・頼等を長男とし、兄頼蔭の次男・頼深を次男とする。
承応3年（1654年）11月10日、将軍徳川家綱に拝謁する。明暦3年（1657年）3月25日、兄の忠晴が家督を相続した際、同国筑摩郡1,000石（百瀬知行所）を分知され、寄合に列する。
寛文3年（1663年）11月19日に御書院番、天和元年（1681年）1月11日、御小姓組頭となる。天和2年（1682年）4月21日上野国邑楽郡・下野国安蘇郡に500石加増される。元禄3年（1690年）7月16日桐間の番頭、元禄6年（1693年）8月9日小普請となる。
宝永3年（1706年）11月27日に致仕、享保元年（1716年）9月10日に江戸で死去。享年73。白金の瑞聖寺微笑院に葬られた。子孫は幕末まで旗本として存続する。